# Минин, Фёдор Иванович
Фёдор Иванович Минин (1917—1952) — гвардии старшина Рабоче-крестьянской Красной Армии, участник Великой Отечественной войны, Герой Советского Союза (1945).

## Биография
Фёдор Минин родился 15 октября 1917 года в посёлке Ромодан (ныне — посёлок в Миргородском районе Полтавской области Украины). После окончания шести классов школы проживал и работал сначала на родине, затем в городе Сарны Ровенской области Украинской ССР. В 1937—1939 годах проходил службу в Рабоче-крестьянской Красной Армии. В 1941 году Минин повторно был призван в армию. С того же года — на фронтах Великой Отечественной войны.
К апрелю 1945 года гвардии старшина Фёдор Минин командовал бронетранспортёром 2-й гвардейской механизированной бригады 1-го гвардейского механизированного корпуса 4-й гвардейской армии 3-го Украинского фронта. Отличился во время штурма Вены. 13 апреля 1945 года Минин в составе группы из шести добровольцев принял участие в операции по разминированию моста Райхсбрюке (Имперский мост) через Дунай. Прорвавшись через мощное охранение, группа успешно добралась до проводов, ведущих к зарядам, и перерезала их.
Указом Президиума Верховного Совета СССР от 29 июня 1945 года за «смелость, отвагу и мужество, проявленные в операции по захвату Имперского моста через Дунай в Вене, его разминированию и удержанию» гвардии старшина Фёдор Минин был удостоен высокого звания Героя Советского Союза с вручением ордена Ленина и медали «Золотая Звезда» за номером 8648.
После окончания войны Минин был демобилизован. Проживал и работал в Ромодане. Скоропостижно скончался 18 января 1952 года.
Был также награждён орденами Отечественной войны 2-й степени и Красной Звезды, рядом медалей.
Бюст Минина установлен в Миргороде.